# Semiothisa obliterata
Semiothisa obliterata là một loài bướm đêm trong họ Geometridae.